# Nieuw-Zeeland op de Olympische Winterspelen 2010

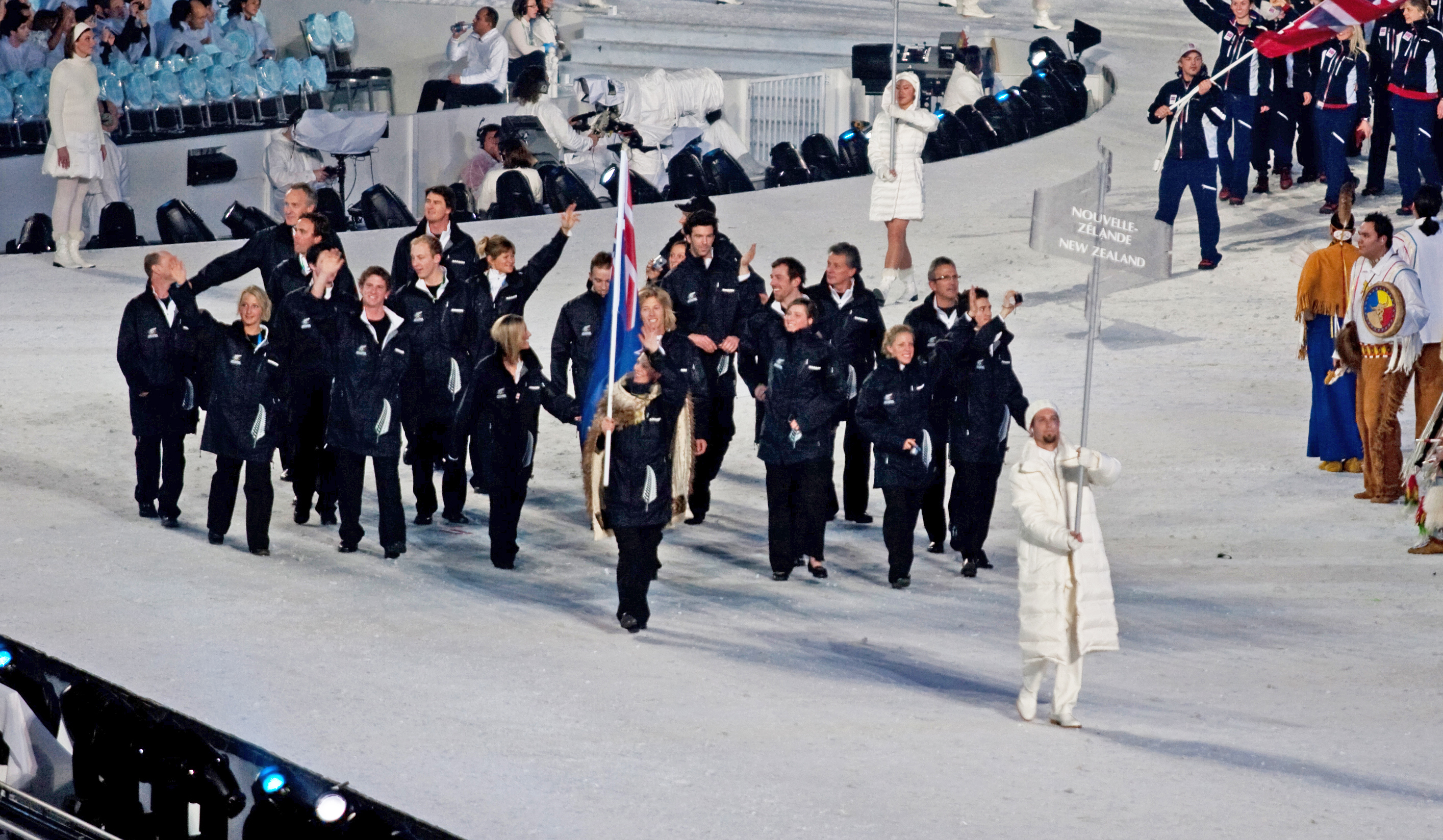
Het team van Nieuw-Zeeland bij de opening

Tijdens de Olympische Winterspelen van 2010, die in Vancouver (Canada) werden gehouden, nam Nieuw-Zeeland voor de veertiende keer deel aan de Winterspelen.

## Deelnemers en resultaten
(m) = mannen, (v) = vrouwen 

### Alpineskiën
| Olympiër         | Discipline       | Resultaat | Prestatie       |
| ---------------- | ---------------- | --------- | --------------- |
| Benjamin Griffin | super G (m)      | DNF       | opgave          |
| Benjamin Griffin | reuzenslalom (m) | DNF-1     | opgave run 1    |
| Tim Cafe         | super G (m)      | 38e       | 1.35,55 (+5,21) |

### Biatlon
| Olympiër     | Discipline            | Resultaat | Prestatie                                  |
| ------------ | --------------------- | --------- | ------------------------------------------ |
| Sarah Murphy | 7,5 km sprint (v)     | 82e       | 23.49,7 (+3.54,1) pen.: 3 (2 + 1)          |
| Sarah Murphy | 15 km individueel (v) | 82e       | 52.54,9 (+12.02,1) pen.: 6 (1 + 2 + 0 + 3) |

### Freestyleskiën
| Olympiër       | Discipline    | Resultaat | Prestatie                                                      |
| -------------- | ------------- | --------- | -------------------------------------------------------------- |
| Michelle Greig | ski cross (v) | 30e       | kwalificatie: 30e (1.22,52) achtste finale: 4e - uitgeschakeld |

### Langlaufen
| Olympiër         | Discipline              | Resultaat | Prestatie                          |
| ---------------- | ----------------------- | --------- | ---------------------------------- |
| Benjamin Koons   | 15 km vrije stijl (m)   | dns       | niet gestart                       |
| Benjamin Koons   | 30 km achtervolging (m) | 56e       | ingehaald                          |
| Benjamin Koons   | 50 km klassiek (m)      | 46e       | 2:21.53,9 (+16.18,4)               |
| Katherine Calder | sprint (v)              | kw.       | kwalificatie: 4.03,11 (+25,06) 47e |
| Katherine Calder | 10 km vrije stijl (v)   | 63e       | 28.50,9 (+3.52,5)                  |
| Katherine Calder | 15 km achtervolging (v) | dns       | niet gestart                       |

### Schaatsen
| Olympiër     | Discipline | Resultaat | Prestatie        |
| ------------ | ---------- | --------- | ---------------- |
| Shane Dobbin | 5000 m (m) | 17e       | 6.33,38 (+18,78) |

### Shorttrack
| Olympiër         | Discipline | Resultaat | Prestatie                              |
| ---------------- | ---------- | --------- | -------------------------------------- |
| Blake Skjellerup | 500 m (m)  | 21e       | vr5: 42,510 (3e)                       |
| Blake Skjellerup | 1000 m (m) | 16e       | vr3: 1.27,875 (2e), kf3: 1.27,374 (4e) |
| Blake Skjellerup | 1500 m (m) | 28e       | vr1: 2.14,730 (5e)                     |

### Skeleton
| Olympiër          | Discipline | Resultaat | Prestatie                                     |
| ----------------- | ---------- | --------- | --------------------------------------------- |
| Ben Sandford      | mannen     | 11e       | 3.32,59 (53,11 / 53,32 / 52,90 / 53,26)       |
| Iain Roberts      | mannen     | dns-3     | 3e run niet gestart (55,21 / 57,57 / dns / -) |
|                   |            |           |                                               |
| Tionette Stoddard | vrouwen    | 14e       | 3.41,69 (55,85 / 55,93 / 55,02 / 54,89)       |

### Snowboarden
| Olympiër         | Discipline   | Resultaat | Prestatie                                                                                        |
| ---------------- | ------------ | --------- | ------------------------------------------------------------------------------------------------ |
| Mitchell Brown   | halfpipe (m) | 33e       | kwalificatie: 18e; 18,4 ptn (18,4 en 15,2) - uitgeschakeld                                       |
| James Hamilton   | halfpipe (m) | 22e       | kwalificatie: 10e; 28 ptn (5,2 en 28,0) - uitgeschakeld                                          |
|                  |              |           |                                                                                                  |
| Juliane Bray     | halfpipe (v) | 24e       | kwalificatie: 24e; 17,8 ptn (17,8 en 15,5) - uitgeschakeld                                       |
| Kendall Brown    | halfpipe (v) | 15e       | kwalificatie: 16e; 29,5 ptn (11,4 en 29,5) halve finale: 33,3 ptn (33,3 en 28,2) - uitgeschakeld |
| Rebecca Sinclair | halfpipe (v) | 21e       | kwalificatie: 21e; 23,7 ptn (14,7 en 23,7) - uitgeschakeld                                       |

Albanië · Algerije · Andorra · Argentinië · Armenië · Australië · Azerbeidzjan · België · Bermuda · Bosnië en Herzegovina · Brazilië · Bulgarije · Canada · Chili · China · Chinees Taipei · Colombia · Cyprus · Denemarken · Duitsland · Estland · Ethiopië · Finland · Frankrijk · Georgië · Ghana · Griekenland · Groot-Brittannië · Hongarije · Hongkong · Ierland · IJsland · India · Iran · Israël · Italië · Jamaica · Japan · Kaaimaneilanden · Kazachstan · Kirgizië · Kroatië · Letland · Libanon · Liechtenstein · Litouwen · Macedonië · Marokko · Mexico · Moldavië · Monaco · Mongolië · Montenegro · Nederland · Nepal · Nieuw-Zeeland · Noord-Korea · Noorwegen · Oekraïne · Oezbekistan · Oostenrijk · Pakistan · Peru · Polen · Portugal · Roemenië · Rusland · San Marino · Senegal · Servië · Slovenië · Slowakije · Spanje · Tadzjikistan · Tsjechië · Turkije · Verenigde Staten · Wit-Rusland · Zuid-Afrika · Zuid-Korea · Zweden · Zwitserland